# マツダ・アンフィニMS-6
アンフィニMS-6 (εfini MS-6)は、マツダが展開していた販売店ブランドアンフィニで、1991年から1994年にかけて販売された、D/Eセグメントに属する5ドアハッチバックセダンである。
クロノスの5ドアモデルでもある同車は、欧州諸国においてはマツダ・626として、1992年から1997年にかけて販売された。また、同車のバッジエンジニアリングであるテルスターTX5が、同社が展開していた販売店ブランドオートラマで、1991年から1995年にかけて販売された。

## 概要
1991年11月から販売が開始された。アンフィニMS-6は、バッジエンジニアリングであるクロノスをベースにBピラーから後半部にかけて専用に設計されたボディ一体型のリアウイングスポイラーが特徴的で、欧州諸国においてはドイツを中心に高い評価と人気を博した。最低地上高は160mm、燃料タンク容量は60L。
しかし、欧州諸国での高い評価と人気とは裏腹に、日本国内においては5ドアクーペを連想させる低いボディにプロポーションを重視したエクステリアデザインが禍してか、リアシートのヘッドクリアランス不足が指摘されるなど評価は振るわず、結果として販売面においても苦戦を強いられることとなった。

## ラインナップ
販売が開始された当初は、FFにK8-ZE型1.8LとKF-ZE型2.0LのV6エンジンのみが搭載されていたアンフィニMS-6ではあったが、翌年3月に実施されたマイナーチェンジにより新たにビスカスカップリング式フルタイム4WDシステムにFS-DE型2.0L直4エンジンを搭載したグレードが追加された。また、1993年3月に実施された一部改良ではRF型2.0L直列4気筒PWS付ディーゼルエンジンを搭載したグレードも追加された。トランスミッションには、4速ATと5速MTが設定され、PWS付ディーゼルエンジンを搭載するグレードを除いたすべてのグレードで両者の選択が可能とされた。
なお、同車は日本国内においてはカペラの復活により1994年6月を以って生産終了。その後同年12月をもって販売が打ち切られたものの、欧州諸国においては引き続き1997年まで販売されている。
| グレード名称             | 生産年度             | 車両型式 | 排気量 | 新車価格  |
| ------------------------ | -------------------- | -------- | ------ | --------- |
| タイプS (5MT)            | 1991年11月-1992年2月 | E-GE8P   | 1844cc | 171.1万円 |
| タイプS (4AT)            | 1991年11月-1992年2月 | E-GE8P   | 1844cc | 180.4万円 |
| タイプG (5MT)            | 1991年11月-1992年2月 | E-GE8P   | 1844cc | 199.6万円 |
| タイプG (4AT)            | 1991年11月-1992年2月 | E-GE8P   | 1844cc | 208.9万円 |
| タイプS (5MT)            | 1991年11月-1992年2月 | E-GEEP   | 1995cc | 206.9万円 |
| タイプS (4AT)            | 1991年11月-1992年2月 | E-GEEP   | 1995cc | 216.2万円 |
| タイプG (5MT)            | 1991年11月-1992年2月 | E-GEEP   | 1995cc | 220.6万円 |
| タイプG (4AT)            | 1991年11月-1992年2月 | E-GEEP   | 1995cc | 229.9万円 |
| タイプS (5MT)            | 1992年3月-1994年12月 | E-GE8P   | 1844cc | 171.1万円 |
| タイプS (4AT)            | 1992年3月-1994年12月 | E-GE8P   | 1844cc | 180.4万円 |
| タイプG (5MT)            | 1992年3月-1994年12月 | E-GE8P   | 1844cc | 199.6万円 |
| タイプG (4AT)            | 1992年3月-1994年12月 | E-GE8P   | 1844cc | 208.9万円 |
| タイプS (5MT)            | 1992年3月-1994年12月 | E-GEEP   | 1995cc | 206.9万円 |
| タイプS (4AT)            | 1992年3月-1994年12月 | E-GEEP   | 1995cc | 216.2万円 |
| タイプG (5MT)            | 1992年3月-1994年12月 | E-GEEP   | 1995cc | 220.6万円 |
| タイプG (4AT)            | 1992年3月-1994年12月 | E-GEEP   | 1995cc | 229.9万円 |
| タイプG 4WD (5MT)        | 1992年3月-1994年12月 | E-GESR   | 1991cc | 222.5万円 |
| タイプG 4WD (4AT)        | 1992年3月-1994年12月 | E-GESR   | 1991cc | 231.8万円 |
| タイプF 4WD (5MT)        | 1992年3月-1994年12月 | E-GESR   | 1991cc | 210.6万円 |
| タイプF 4WD (4AT)        | 1992年3月-1994年12月 | E-GESR   | 1991cc | 219.9万円 |
| タイプG ディーゼル (4AT) | 1993年3月-1994年12月 | Y-GEFP   | 1998cc | 205.9万円 |
| タイプF ディーゼル (4AT) | 1993年3月-1994年12月 | Y-GEFP   | 1998cc | 218.2万円 |

## 車名の由来
- MS-6は、同車が販売される販売店ブランドアンフィニの名称に英語で「大いなる思い」を意味するMegalo Spiritsの頭文字と車格を示す6とを組み合わせできた造語で、「無限大に広がる喜びを提供するサルーン」の意味合いが込められている。